# Усі гроші світу
«Усі гроші світу» (англ. All the Money in the World) — американський трилер 2017 року режисера Рідлі Скотта.
Прем'єра стрічки в США відбулася 18 грудня 2017 року

## Сюжет
Рим, 1973 рік. Злочинці в масках викрадають підлітка на ім'я Джон Пол. Його дід, Пол Гетті, найбагатша людина в світі, нафтовий магнат-мільярдер, але він, як відомо, скупий. Викрадення його улюбленого онука не є достатньою підставою для нього, щоб розлучитися зі своїм багатством. Мати зниклої дитини Гейл просить Гетті заплатити викуп, але той відмовляється. Жінці залишається покластися на загадкового агента служби безпеки Флетчера Чейса, в руках якого тепер виявляється життя Пола.

## У ролях
- Мішель Вільямс — Абігейл «Гейл» Харріс-Ґетті
- Крістофер Пламмер — Пол Ґетті
- Марк Волберг —  Флетчер Чейс
- Чарлі Пламмер — Джон Пол Ґетті III[en]
  - Чарлі Шотуелл — 7-річний Джон Пол Ґетті III
- Ромен Дюріс — Чінкуанта
- Тімоті Гаттон — адвокат Пола Ґетті
- Ендрю Бьюкен — Джон Пол Ґетті II[en]
- Джузеппе Боніфаті — Яковоні
- Стейсі Мартін — асистентка Пола Ґетті
- Кевін Спейсі — Пол Ґетті, з'являється у флешбеку(сцену вирізано)[5]

## Український Дубляж
- Студія: Pie Post Production
- Фільм дубльовано на замовлення Вольґа Україна
- Перекладач: Юлія Галета
- Режисер дубляжу: Лідія Громовенко
- Звукорежисери: Роман Матвєєв та Анна Гаврилюк
- Звукорежисер перезапису: Віталій Ящук

Ролі дублювали: 
- Джон Пол Ґетті II — Андрій Соболєв
- Пол Ґетті — Євген Пашин

Додатковий актори дублювання: Наталя Романько, Роман Чорний, Дмитро Терещук, Матвій Ніколаєв, Арсен Шавлюк, В'ячеслав Дудко, Михайло Кришталь, Дарина Муращенко, Юрій Гребельник, Віктор Данилюк, Вероніка Лук'яненко, Дмитро Гаврилов, Кирило Нікітенко,

## Виробництво
У березні 2017 року стало відомо, що Рідлі Скотт планує зняти фільм за сценарієм Девіда Скарпа, про викрадення онука Жана Пола Гетті. На роль Гейл Харріс розглядалася Наталі Портман, але через зайнятість актриси роль відійшла Мішель Вільямс. В кінці березня було оголошено, що роль Жана Пола Гетті виконає Кевін Спейсі, а Марк Волберг веде переговори з приводу ролі співробітника безпеки Флетчера Чейза. На початку травня Чарлі Пламмер приєднався до акторського складу і отримав роль викраденого онука мільярдера. Тімоті Гаттон приєднався до знімальної групи в середині червня.

## Реальні події
Фільм заснований на реальних подіях, що відбулися в 1973 році. Пол Гетті, був найбагатшою людиною світу в 1957—1976 роках.
Був викрадений його онук, Пол Гетті III, який влаштувався в Римі, ведучи там богемне життя. Протягом п'яти місяців Гетті-старший відмовлявся платити викуп в сумі 17 мільйонів доларів, пояснюючи: «У мене чотирнадцять онуків, якщо я сьогодні заплачу один пенні, тоді у мене буде чотирнадцять викрадених онуків». Щоб примусити його до поступливості, викрадачі прислали Гетті відрізане вухо онука разом з плівкою.
Після цього мільярдер все-таки виділив кошти на викуп. Але — тільки 2,9 мільйона доларів, 700 тисяч з яких він позичив своєму синові під 4 відсотки річних. Коли онук подзвонив дідові, щоб подякувати йому, той відмовився підійти до телефону.. Його син Бальтазар Гетті відомий тим, що зіграв головну роль у фільмі Девіда Лінча Загублене шосе. Пол Гетті III був настільки травмований подією, що пристрастився до наркотиків, через які рано втратив слух і зір. Протягом багатьох років прикутий до інвалідного візка, він помер 5 лютого 2011 року в віці 54 років.